# بن پولاک
بن پولاک (انگلیسی: Ben Pollock؛ زادهٔ ۶ ژانویهٔ ۱۹۹۸) بازیکن فوتبال اهل بریتانیا است.
از باشگاه‌هایی که در آن بازی کرده‌است می‌توان به باشگاه فوتبال میدلزبرو اشاره کرد.